# Stade
Hansestaden Stade (plattysk Stood) er administrationsby i Landkreis Stade i den tyske delstat Niedersachsen. Byen har omkring 46.000 indbyggere.

## Geografi
Den ligger ved floden Schwinge, omkring 45 kilometer vest for Hamburg, mellem landskabet Altes Land og Kehdingen; den hører nu til Metropolregion Hamburg. Den sydvestlige bred af Unterelbe er kun fire kilometer fra byen.
Det omkringliggende landskab er overvejende fladt marskland (Elbmarsken). Byen ligger på gesten, der hæver sig op til 14,5 meter (Spiegelberg) over det omkringliggende landskab.

### Inddeling
Stade består ud over hovedbyen al de mindre byer Bützfleth (med bebyggelserne Abbenfleth, Bützflethermoor, Götzdorf), Haddorf, Hagen (med bebyggelserne Steinbeck) og Wiepenkathen.

### Nabobyer
- Mod nordøst: Uetersen,Elmshorn, Itzehoe
15 km, 20 km, 36 km
- mod nordvest: Drochtersen, Cuxhaven
13 km, 58 km
- mod nord: Glückstadt
21 km
- mod øst: Wedel, Hamburg
15 km, 34 km
- mod vest: Bremerhaven
59 km
- mod syd:Harsefeld, Rotenburg (Wümme) 
 16 km, 70 km
- mod sydvest: Bremervörde, Zeven
25 km, 36 km
- mod sydøst: Jork, Buxtehude
15 km, 20 km

Alle afstande er i luftlinje.

## Historie
Stade er muligvis den ældste by i Nordtyskland, og er kendt tilbage til omkring år 800, men de ældste bebyggelser går måske tilbage til 1.000 f.Kr. I 994 blev bebyggelsen plyndret af vikingerne. Omkring år 1.000 blev de oprindelige anlæg der blev til den nuværende havn bygget. Byen bestod af fem kvarterer: Klosterkvarteret med Kloster St. Georg på det nuværende Pferdemarkt; Købmandskvarteret langs den nuværende Hökerstraße. Det tredje var bispekvarteret ved kirken St. Wilhadi hvor biskopperne af Hamborg-Bremen residerede. I den nordlige del af den gamle bydel var der så et fiskerkvarter og et borgkvarter, hvor greverne af Harsefeld, og senere von Stade residerede. Hver bydel havde sin egen kirke : St. Georg (Klosterkvarteret) Ss. Cosmae et Damiani (købmandskvarteret), St. Wilhadi , St. Nicolai (fiskerkvarteret) und St. Pankratii (borgkvarteret).
I perioder havde Stade to former for valuta: grevernes og biskoppernes.
Da slægten af grever af Stade (Udonen) uddøde kom byen under Henrik Løve. Da han mistede magten i 1180 var der strid mellem Ærkebispedømmet og Welferne om magt og indtægter fra by og stift. I 1209 gav kejser Otto 4. byen stadsret, som Bremen 1259 bekræftede. Stade var allerede da medlem af Hanseforbundet.
Byen havde en blomstringstid frem til Trediveårskrigen, hvor Johann Tserclaes Tilly i 1628 erobrede byen, og kort derefter blev den overtaget af Sverige der havde den frem til 1636. Efter en kort dansk besættelse , erobrede svenskerne den igen i 1643 og erhvervede sammen med Ærkebispedømmet Bremen ved Westfalske fred en officiel ret til byen og området Bremen-Verden. Ved den store bybrand 26. maj 1659 brændte 2/3 af byen ned, men blev genopbygget efter samme grundplan.
I den Skånske Krig fra 1675 til 1676 blev byen erobret af Danmark (støttet af flere tyske småstater) under Bremen–Verden Felttoget , og var i dansk besiddelse til afslutningen af krigen. Ved Freden i Saint-Germain i 1679 blev Stade atter svensk.
Det svenske herredømme sluttede i 1712; derefter hørte Stade kort under Danmark, men blev efter en kort belejring i 1715 en del af Kurfyrstedømmet Hannover.

## Billedgalleri
- Rathaus von 1667
- Kirche St. Cosmae et Damiani
- Fachwerkhäuser am Hansehafen